# Älmeboda socken
Älmeboda socken i Småland ingick i Konga härad i Värend, ingår sedan 1971 i Tingsryds kommun och motsvarar från 2016 Älmeboda distrikt i Kronobergs län.
Socknens areal är 165,66 kvadratkilometer, varav land 152,45. År 2000 fanns här 1 080 invånare. Tätorten och kyrkbyn Rävemåla med Älmeboda kyrka samt tidigare kyrkbyn Älmeboda med Älmeboda kyrkoruin ligger i socknen.

## Administrativ historik
Älmeboda socken har medeltida ursprung.
Vid kommunreformen 1862 övergick socknens ansvar för de kyrkliga frågorna till Älmeboda församling och för de borgerliga frågorna till Älmeboda landskommun. Denna senare utökades 1952 innan denna del 1971 uppgick i Tingsryds kommun.
1 januari 2016 inrättades distriktet Älmeboda, med samma omfattning som församlingen hade 1999/2000.
Socknen tillhört samma fögderier och domsagor som Konga härad.

## Geografi
Älmeboda socken ligger i sydöstra Kronobergs län vid gränsen till Kalmar län och Blekinge öster om Ronnebyåns övre lopp. Området består av småkuperad skogsmark och är rik på sjöar. Utförligare geografisk beskrivning se Älmeboda landskommun.

## Förhistoria och fornminnen

### Tidigare beskrivningar av förhistoria
Fornminnesinventering 1667 av  prästen Rimmius wij hafwer förnummit at hwarken uthi Kyrkian med gambla Böker eller pänningar, eij heller uti Skogarna och marken finnas några gamble monumenter eller Antiqviteter. 1667 fann man alltså inga antikviteter i socknen.
Ny Smålands Beskrifning utgiven i fyra delar 1897-1914 under redaktion av Josef Rosengren. Avsnittet som handlar om Älmeboda ger följande information om fornminnen  Några fasta fornminnen af intresse finnas ej inom socknen, och äfven jordfynden äro föga talrika. Endast två fynd redovisas: en slipad hålmejsel av flinta hittad i Vindås 1873 och ett romerskt guldmynt funnet i Guleboda 1854. Mellan 1667 och cirka 1900 hade inte kunskaperna växt mycket. Även Nordisk familjeboks uggleupplaga saknar uppgifter om Älmebodas historia.
Sverige Geografisk Beskrivning del 2 utgiven 1931 av Otto Sjögren lämnar dessa beskrivningar:
Fornlämningar: Hällkistor äro kända från Yxnanäs, kummel likaså vid denna bys skolhus, samt järnåldersgravfält (rösen och resta stenar) mellan Krusamåla och Yxnanäs. Fynd: En bronsdolk är funnen vid Kävsjömåla och en romersk guldsolidus vid Guleboda.
Uppgiften om en bronsdolk från Kävsjömåla är fel, Det är en avsatsyxa tillhörig Nordiska Museet nu deponerad på SHM nr 17 343: 1444:c
Så sent som 2004 beskriver  sidan "Välkommen till Älmeboda" socknens historia så här:
Mängden fornminnen från äldsta tid är ganska ringa men det finns dock fynd som visar att Älmeboda varit bebott för 4000 år sedan. Det är framför allt i socknens södra del som man funnit hällkistor och gravrösen. Och ur många åkrar har plöjts fram stenyxor och andra forntida föremål som bär vittnen om tidig bebyggelse. Fynden från järnålderstid är här, liksom för hela Sverige, fåtaliga. Älmebodas skriftliga historia kan sägas börja med uppodling och bosättning i alla de byar som fått -målanamn. Namntypen anses ha använts från 1200-talets början dvs då Älmeboda redan var kristnat. Den gamla kyrkan är ju från 1100-talet. De allra äldsta skriftliga beläggen för bynamn är Askaremåla (1327), Broddamåla (1338) och Guleboda (1378). Namnet Älmeboda finns belagt från 1378. Namnändelsen -måla har betydelse av "uppmätt jordstycke" och det är då troligt att socknens befolkning från 1200-talet kraftigt ökade genom någon form av kolonisation.
Guleboda ligger långt norrut i församlingen vid Viren nära Korrö. Broddamåla ligger 2,5 km norr om Älmeboda (kyrkbyn). Askaremåla ligger också i norra delen 1,5 km sydsydväst om Älmeboda. Samtliga tidigt nämnda orter i det medeltida materialet ligger alltså den norra delen av församlingen medan huvuddelen av hällkistor, rösen och stensättningar finns i den södra delen av församlingen.
Före 1949 år fornlämningsinventering förblev kunskaperna om förhistoria svaga och det var först efter inventeringen och ännu mera efter revideringsinventeringarna  2001 i Älmeboda som det blev möjligt att beskriva socknen förhistoria. 

### Fynd och utgrävningshistoria
1854 finner bonden Peter Magnus Svensson i Guleboda vid plöjning en östromersk solidus i guld präglad under Theodosius den II:s regenttid. SHM nr 2085
1873 hittas en håleggad flintyxa i Vindås (okänd förvaringsplats)
1897 inkommer två eldslagningsstenar av kvartsit till SHM nr 10 322
1909 inkommer tre lösfynd från Guleboda : En liten bronsyxa lik Svenska Fornsaker nr 117, en liten flintyxa med hålegg (SHM 13 652) samt samma år en tjocknackig flintyxa också från Guleboda (SHM 13652). Alla tre från samma åker.
1911 inkommer en spjutspets i flinta funnen i Åskefälla som Svenska Fornsaker 51, dessutom en liten fyrkantig flintyxa svagt håleggad också från Åskefälla, samt en banedel av skafthålsyxa upphittad i Strånganäs samt från Kållebo eggdelen av en skafthålsyxa lik  Svenska Fornsake3 38 (SHM 14327)
1911 lämnar Kjellmark in flera föremål och brända ben från undersökningar i  Yxnanäs. (SHM 16 640) Beskrivning Hällkista Yxnanäs Storegård. Fynd från rubbad hällkista. Flintdolk som Svenska fornsaker 57 med alla fyra kanterna på skaftet pringade (bladet slipat på båda sidorna), fem flintskärvor, brända benbitar.
1921 Fynden från hällkistan i Binnareboda registreras som SHM 16 748. Se referat av undersökningen nedan.
1932 Undersökes klostergrottan vid Flishult Norregård av Knut Kjellmark. Fynden (SHM 20 129) bestod av 2 tväreggade pilspetsar, en av Kristianstadflinta och en av Limhamnsflinta, en liten borr av Kristianstadflinta, 2 retuscherade spån, ytterligare två spån av Kristianstadflinta och ett spån av limhamsflinta. 6 flisor slaga ur slipade grönstensyxor, åtminstone 2 fyrsidiga yxor, en yxa med oval eller trind genomskärning, slaget stycke av kvartsit, grönstensavfall, kol och brända ben. I en åker nära grottan hittades spån av Limhamnsflinta. Kjellmark skev om utgrävningen i En bergboning från Stenåldern i södra Småland i Ymer 1934.
Från Älmeboda finns en avsatsyxa från äldre bronsåldern funnen vid plöjning i Kavsjömåla. Fyndåret är okänt. Deponerad av Nordiska Museet i SHM nr 17 343 : 14 440.
Vid första fornminnesinventeringen 1949 framkom att Älmeboda var en socken som var rätt fornlämningsrik.  Folkskoleinspektören och arkeologen Kurt Kjellmark arbetade med hällkistorna i Kronoberg under 1900-talets första fyra decennier. Förutom Kjellmark undersökte Harald Stale 1939  en hällkista i Ödemåla, i Älmeboda socken.

### Undersökningarnas resultat
I en artikel i fornvännen 1937 LERKÄRL MED VULST FUNNET I EN HÄLLKISTA redogör Kjellmark för sin undersökning av en hällkista vid Binnareboda, Älmeboda socken, Kronobergs län. Kistan undersöktes 1921 och då hittades ett antal lerkärlsrester delar av ett kärl med en valk eller »vulst» runt kärlet nedanför överkanten samt därunder streckornament.
Hällkistan vid Binnarebo är av den i Värend vanliga typen. Orienterad  N 15° V på ursprungliga markytan mitt i ett kullerstensröse (18 m i diam., 2 m högt). Av den plundrade kistan återstod norra gavelhällen, 3 hällar i vardera långsidan samt 1 takhall. Längden har varit omkring 5 meter, bredden 1 m.
Fynden delvis omrörda  i hällkistans fyllning.1)  Föremål av sydskånsk flinta : skivskrapa av vanlig hällkisttyp, två bitar av kärna, 6 andra avslag (2 av dem med kantbearbetning), allt från spridda ställen i kistan. 2) keramik : kärlbotten (10 cm i diam.), funna i orubbat läge i nordvästra hörnet, ett 50-tal skärvor, troligen av samma kärl som bottnen, liggande i en hop nära den senare, vidare i södra delen av kistan omkring 25 skärvor av ett annat eller möjligen 2 andra karl, däribland skärvorna med vulst och streckornament. 3) 7 små gulvita bränd a ben . 4) en del kol .
De sistnämnda krukskärvornas gods är grovt med krossad granit och glättad yta och i övrigt av alldeles den beskaffenhet, som karakteriserar de från slutet av vår stenålder i hällkistorna funna lerkärlen. Skärvorna med vulst äro blott 2, den ena en överkantskärva, som tyder på 20 cm kärldiameter. Vulsten, som är pålagd, ligger med sitt krön 23 mm nedom överkanten. Godstjockleken vid vulsten är 18 mm, ovan och nedan denna 10—12 mm. Kärlväggen är vid överkanten avtunnande och något utsvängd. Ornamenten utgöras av millimeterdjupa rätlinjiga ritsar, dels dragna snett i spetsig vinkel mot vulstens underkant, dels parallella troligen runt kärlet dragna horisontella ritsar med kortare streck i spetsig vinkel mot dessa.
Att vulstkärlet i Binnarebokistan skulle höra samman med den i kistan anträffade sekundärgraven med *tvättade brända ben från yngre bronsåldern eller  La-Téne-tid, anser Kjellmark uteslutet. Såväl kärlets gods som dess ornamentik visar bestämt på stenålderns slutskede. Att identifiera denna utgrävda hällkista med de nedan beskrivna är svårt då beskrivningarna inte stämmer överens.
H. Stahles undersökning 1939 av en då nyupptäckt hällkista i Ödemåla Älmeboda. Hällkistan låg på en åker, i en terräng som var en sandig ås 100 meter norr om gården Ödemåla. Undersökningsrapport diarenummer 3582/39 i ATA, fynden i SHM 22 934. Kistan var orienterad i nord-syd 4,85 meter lång och 0,80m bred. Kistan hade varit omgiven av ett röse, nu delvis avlägsnat. Fyllningen i kistan var helt omrörd, under 15-20 cm fyllning vidtog fin ljus sand som botten. Fynden låg i fyllningen. Förnämsta fyndet var en flintdolk, tyvärr i tre delar, med spetsovalt skaft 17 cm lång, 2,5 cm bred och 19mm tjock, som daterar kistan till senneolitisk tid. Vidare en skivskrapa med retuscherad skrapegg, en enstaka krukskärva en cm stor och 8 obrända benbitar.

### Inventeringen 2001
2001 inventerades Älmeboda socken på nytt. Den vanligaste gravkategorin i socknen är rösen och hällkistor. De är spridda i landskapet oftast ensamliggande eller några tillsammans i grupp. Terrängläget för hällkistor är i regel ett mindre flackt krön, men även avsatser i sluttningar förekommer. Hällkistor har vanligen en omgivande anläggning bestående av tämligen små stensättningar eller rösen med något oval form (i hällkistans riktning). Själva kistan är vanligen 4–5 meter lång och någon meter bred, orienterad i nord-syd med dragning åt nordost-sydväst. I undantagsfall har naturliga jordfasta block nyttjats som sidor i kistorna i kombination med resta hällar. Nyfynd av hällkistor ligger ofta som impediment i odlingsmarken, där rester av hällkistan sticker upp bland röjningssten. Ett inte obetydligt antal övertäckta hällkistor ligger sannolikt kvar oupptäckta på åkerimpediment och liknande i anslutning till den historiska odlingsmarken. En del nyfynd består egentligen av ombedömningar av tidigare registrerade lokaler, där äldre källor omtalar hällkistor, som knappt är synliga i dagsläget. Hällkistorna har nästan undantagslöst blivit berövade sina takhällar, som varit eftertraktade byggnadsmaterial till broar, trappor etc. Utöver dessa registrerade gravar tillkommer ett antal uppgifter om nu borttagna eller ej återfunna anläggningar som nämns i den äldre litteraturen. Deras ungefärliga lägen har registrerats i den mån det varit möjligt.
Rösen av bronsålderskaraktär är framför allt vanliga i östra delen av Tingsryds kommun. En del av dessa har imponerande storlek, t.ex. ”Styragårdsröset” i Väckelsångs socken, som är cirka 30 meter i diameter (RAÄ 32). Linneryd har flest rösen i Tingsryds kommun men Älmeboda har också många:  22 registrerade.
Av den heterogena gravkategorin stensättningar finns det relativt färre. Vanligast är runda stensättningar. Bland stensättningar med stenfyllning finns även registrerade kvadratiska, ovala och triangulära. Stensättningar med fyllning ligger i regel enstaka eller i små grupper om ett par anläggningar. Övertorvade stensättningar finns framför allt i östra delområdet i Tingsryds kommun. De har i regel rund form, men ett par rektangulära förekommer även. Företrädesvis är de belägna på gravfält av yngre järnålderstyp i socknarna Väckelsång och Linneryd.
De ofyllda stensättningarna, är i regel ovala, men även ett par rektangulära förekommer. Samtliga är belägna på gravfält av yngre järnålderstyp i Tingsrydsdelen av arbetsområdet 2001. Treuddar förekommer både övertorvade och stenfyllda. Ett par övertorvade treuddar finns på gravfältet vid kyrkan i Väckelsångs socken (RAÄ 19). Av kategorin stenfyllda treuddar finns endast en registrerad i Tingsryds kommun.(Älmeboda socken, RAÄ 2).
Högarna i Tingsryds kommun är liksom de resta stenarna framför allt belägna på gravfälten i Linneryds och Väckelsångs socknar. Älmeboda socken saknar högar.

### Älmeboda fornlämningar
Älmeboda var befolkat redan under stenåldern. I socknen har det möjligen funnits 16 hällkistor varav fjorton hällkistor, är upptagna i fornlämningsinventeringen. De flesta ligger i det sjörika området i södra delen av socknen.
1. RAÄ 9 Hällkista Yxnanäs: På tomtmark. Hällkista i stensättning. Hällkistan är 5x2 meter orienterad i nord-syd. I gropens mitt finns en häll 1,6 meter lång,0,6 m hög och 0,3 m tjock. Omgivande stensättning och 0,75 m hög. Fyllning av 0,2-0,4 m stora stenar. (beskrivning 2001)
2. RAÄ 11 Hällkista Yxnanäs: På moränhöjd, impediment i åker. Hällkista i stensättning. Hällkistan är 5x0,8x 1,0 meter (NNV-SSÖ). Tre sidohällar i vardera västra och östra långsidan samt en gavelhäll i norr. Hällarna 0,9-1 m långa, 0,7-0,8mhöga och 3-5 dm tjocka. Omgivande stensättning är rund 12m i diameter och 0,6 m hög. Fyllning av 0,2 till 0,4 m stora stenar. ställvis påförd odlingssten, beväxt med sly. (beskrivning 2001).
3. RAÄ 12 Hällkista Yxnanäs: Ligger på moränmark, nu skogsmark förr impediment i åker. Hällkista i stensättning. Hällkistan är 4 x 1 meter (NNV-SSÖ). En delvis synlighäll i östra långsidan. Kistans mittparti delvisigenfylld. Omgivande stensättning är 8 meter i diameter och 0,6 m hög. Fyllning av 0,2-0,4 m stora stenar. På anläggningen ligger en del gammal skrot. Beväxt med sälg, ek björk och sly. (beskrivning 2001) De båda hällkistorna i Yxnanäs ligger med något hundratal meters avstånd från varandra.
4. RAÄ 14 Hällkista Binnareboda: Belägen på flack sydsydväst sluttning, skogsmark med gran. Hällkista i stensättning. Hällkista belägen i stensättningens mitt är 3,5 x 1 meter orienterad i nord syd. I östra och västra långsidan är en respektive 2 hällar. Dessa är 0,8-1,9m långa,0,5-0,8 meter höga och o,3-0,4 m tjocka. Omgivande rest efter stensättning är cirka10 meter i diameter och utgörs av bottenskiktet alltså utsatt för kraftig stentäkt Tät beväxt med ung gran.
5. RAÄ 31 Hällkista Ödemåla : Krönläge i utplanad moränrygg N-S, impediment i åker. Röse med hällkista. Röset är 18 m i diameter, 1,3 m högt, stenarna är 0,2 till 0,7 m stora, vanligen 0,2 till 0,4 m stora. I mitten av röset en hällkista 4x1m orienterad i nord-syd. Två takhällar synliga. Den norra 1,25 m lång, 1,1 m bred och 0,14 tjock. Den södra 0,8 m lång, 0,8 m synlig bredd och 0,1 m synlig tjocklek. Under den norra takhällen kan enstaka flata stenar iakttas genom en öppning 0,5 x 015 m stor. Från mitten mot öster är en urgrävning 10 m lång. Intill hällkistan växer en liten björk. En del skrot har lagts på röset. (Troligen den av Stahle 1939 undersökta som i SHM anges vara borttagen. Man meddelade tillstånd att ta bort kistan men det har troligen inte verkställts).
6. RAÄ 32 Hällkista Ödemåla : Svag moränsluttning mo NNV. Impediment i åker. Röse med rest av hällkista, 13 meter i diameter och 1 meter högt. Stenarna är 0,1 till 0,6 m stora. I mitten en grop 4 meters diameter och 0,4 m djup med 7 flata hällar 0,3 till 1 m långa. Rösets östra del är delvis borttaget och använt i stenmur som går i nord-syd. På röset har uppkastats sparsamt med odlingssten. beväxt i kanten av ett 10-tallövtrd och belamrat med ris. Hällar 0,2 m breda och 1-1,2 m långa. Hällkistorna i Ödemåla ligger ca 500 meter från sjön Flaken
7. RAÄ 37 Hällkista Bänkebo: Hällkista i röse. Röset är 12 m i diameter och 1,2 m högt. Stenarna som är delvis överväxta med mossa är 0,2-0,5 meter strora. I mitten en hällkista 2,7 x 1,7m orienterad i nord-syd. I västra långsidan finns 2 hällar 0,4m respektive 1,15 m långa och 0,25 m breda.
8. RAÄ 68 Hällkista Bänkebo: Hällkista i röse. Röset är ovalt 12x11 m och 0,7 meter högt. Stenarna är 0,2 till0,4 meter stor. Hällkistan somär belägen i rösets mittär rektangulär 3 x 1 meter orienterad i nord-syd. I västra långsidan en häll 0,15 m hög, 1,3 m lång och 0,2-0,25 m tjock. I norr en gavelhäll 0,3 m hög, 0,9 m lång och 0,2 m tjock.
9. RAÄ 111 Hällkista Åskefälla: Omgivning moränhöjd skogsmark. Hällkista med stensättning. I mitten hällkista 1,6 meter lång 0,6 m bred orienterad i nord-syd. En synlig stenhäll i vardera östra och västra långsidan 1,2 respektive 1,4 m lång, 0,3 respektive 0,55m hög och 0,3 respektive 0,2 meter tjock. Omgivande stensättning är rund 7 meter i diameter och 0,2 meter hög. Fyllning av 0,2-0,4 meter stora stenar,
10. RAÄ 112: Hällkista Abrahamshult: Lilgger på moränbacke i skogsmark. Hällkista i stensättning. Hällhistan är 2,5 x 1 meter orienterad i NNV-SSO. Tvågavelhällar i norra kortsidan. Tre sidohällar i östra långsidan och 1 sidohäll i västra långsidan. Hällarna är 0,5-0,7 m långa, 0,1-0,4 m höga och 0,1-0,2 m tjocka. Omgivande stensättning är helt obefintlig eller helt övertorvad.
11. RAÄ  113 Hällkista Åskefälla: Omgivning moränmarkmed berg i dagen innan en sluttning mot sjö,igenväxande hagmark med gran. Hällkista i stensättning. Hällkistan är 3,5 x 1 meter orienterad Nordöst-Sydväst. En sidohäll i sydsydöstra långsidan är 1 meter  lång och 0,7m hög samt 0,15 m tjock. Omgivande stensättning är oval 9 x 8 meter och 0,4 m hög. Fyllning av 0,1 till 0,4 meter stora stenar. Beväxt med ett 10-tal yngre löv och barrträd varav 1 rönn.
12. RAÄ 116 Hällkista Binnareboda: Ligger på krönet av flack lätt kuperad moränhöjd på ett impediment åkern. Hällkista i röse. Hällkistan är belägen i rösets mittär en 1,3 x 0,5-0,7 meter bred orienterad i nord-syd ursprungligen 3-4 m lång. Två kvarvarande sidohällar och en gavelhäll i norr är 0,7 till 1,3 meter långa, 0,5 meter höga och 15 till 20 cm tjocka. Två takhällar med dito mått finns bevarade. Södra hälften av kistan är helt ramponerad. Omgivande röse är 15 meter i diameter och intill 1 meter högt av 0,2-0,5 meter stora stenar, kraftigt täktskadat och med påkörd odlingssten. beväxt med yngre lövträd. (Besrivning 2001)
13. RAÄ 117 Hällkista Binnareboda: Ligger flack sluttning av moränmark. Granplanterad skogsmark. Hällkista i stensättning. I mitten hällkista 3 m lång, orienterad i nord-syd och 1 meter bred. Norra gavelhällen 1,1 meter lång, 0,55 m hög och 0,2 meter tjock. I östra långsidan är en häll 0,75 meter lång 0,6 meter hög och 0,2 meter tjock. I västra långsidan är en infallen häll 1,1 m lång,0,6 m bred och 0,2 m tjock. Över södra delenär en takhäll 1,5 m lång,0,8 meter bredoch 0,2 meter tjock. Omgivande stensättning är 9 meter i diameter och 0,4 meter hög. Fyllning av 0,1-0,4 meter stora stenar. Beväxt med sly. (Beskrivning 2001).
14. RAÄ 124:1 Hällkista Kvisingsbo: Ligger på moränsluttning mot söder nära mosse. Lämningen är en hällkista i röse, ovalt 9x8 meter i nord-syd. Röset är 0,8 m högt med 0,2 till 0,8 m stora rundade stenar. I mitten hällkista 3x 0,6 meter bestående av gavelhäll i norr, 5 sidohällar i öst, en sidohälli väst samt en takhäll. Norra gaelhällen är  0,7 mlång, 0,4 m hög och 0,1-0,2m tjock. Västra sidohällen är 1,2 meter lång,0.45 m hög och 0,3 m tjock. Takhällenär1,3 m lång och 0,55 m bred och 0,2 m tjock. Väster om hällkistan ligger en häll 1,3 m lång,  0,8 bred och 0,3 m tjock som möjligen varit en takhäll. Södra delenav hällkistan är förstörd. Över rösethar kastats en massa ris. (Beskrivning från 1977)

Förutom dessa hällkistor finns 22 rösen registrerade i socknen. Många rösen kan vara från  bronsåldern. En älvkvarnssten med en älvkvarn på ett block, ligger i ett förmodat odlingsröse, som 1949 klassades som stensättning.
Det finns sju stensättningar registrerade i socknen. Flera av dessa kan också ha haft eller har dolda hällkistor enligt beskrivningarna.
1. RAÄ 2: Trällebo Norregård: Treudd fylld. En stensättning är i form av en treudd, kallad Lindkullerör är en treudd med 15 meters sida och 0,4 till 0,8 meter hög. Fyllning av0,2-0,4 meter stora stenar. I södra och västra udden är vardera en klumpsten och i norra delen en grop 3,5x 2,5 meter (Ö-V) och 0,6 meter djup. NÖuden och en stor del av norra sidan har pålagrad odlingssten. Beväxt med några lindar.
2. RAÄ 138: Strånganäs: Stensättning rund, 12 meter i diamter och 0,3-0,5 m hög. Fyllning av 0,2-0,5 meter stora stenar, I mitten är en kantställd häll 0,7 m lång och 0,1 meter tjock. Norra hälften är kraftigt urplockad på en yta av 8 x 5 meter och 0,2-0,3 m djupt. Beväxt med 10 granar. Är belägen i ett område med röjningsrösen. I omedelbar närhet kallmurad källargrund från historisk tid.
3. RAÄ 158: Binnareboda: Ligger på krönet av moränhöjd. Stensättning rund 12 meters diameter och 0,6 m hög. Fyllning av 0,2 -0,4 m stora stenar. Gropig yta troligen stentäktad. 5 m VNV och 15 m SSV om graven är två röjningsrösen 4 meter i diameter och 0,4 m hög med flack profil. Graven har sannolikt legat i ett mindre röjningsröseområde som nu är helt bortodlat.
4. RAÄ 160: Binnareboda: stensättning rund 11 meter i diameter, 0,5 m hög. Fyllning av med sonden kännbara stenar . Recent övermossad med ett 10-15 cm tjockt mosslager. Beväxt med 6 granar. Troligen hällkista (dold) på grund av det halvtaskiga läget och två hällkistor i närområdet (RAÄ nr 116 och 117.)
5. RAÄ 162: Åskefälla: Stensättning oval 12x10m NNV-SSÖ och 0,2-0,5 hög. Fyllning av 0,1-0,5 meter stora stenar, ställvis lätt uppriven av skogsmaskin. Möjligen hällkista. Belägen i ett område mer röjningsrösen RAÄ 164.
6. RAÄ 216.Kråksmåla Två gravar nr 1 Röse 13 meters diameter och 1,5 m högt. Stenarna är 0,2-0,4 m stora. SV on nr 1 är nr 2 Stensättning? 6 meter i diameter 0,4 m hög. Fyllning av 0,2-0,4 m stora stenar. Läge 2 km väster om Rävemåla nära väg 120.
7. RAÄ 269 Fridshem Stensättning, röseliknande, rund, 11 m diameter och 0,5 meter hög. Fyllning av 0,2 - 0,4 m stora stenar, enstaka 0,5-0,6 m stora, kraftigt övermossade. Mittstensättning 7 meters diameter och 1 m höjd, av 0,2 - 0,4 m stora stenar. Ställvis antydan till kantkedja. Stensättningen var vid inventeringstillfället år 2016 delvis belamrat med ris och stockar. Stensättningen är belägen omedelbart V om ett röjningsröseområde. Upptäckt 2018

Ett mindre järnåldersgravfält är känt i Yxnanäs. Intill varandra invid Kvesen i Yxnanäs finns 2 hällkistor, (RAÄ 12 och RAÄ 13) två bronsåldersrösen och 2 bautastenar (RAÄ nr 13) Om den platsen brukade dr Kjellmark säga. Detta är sannerligen en märklig plats. Här har människor begravt sina döda under en tid av 1500-2000 år. 

## Namnet
Namnet omnämnt redan 1378, skrivet Älmebodha, är taget från kyrkbyn och består av förledet älme, almdunge och efterledet bodar.

### Fotnoter
1. ↑  Svensk Uppslagsbok Älmeboda socken
2. ↑  Harlén, Hans; Harlén Eivy (2003). Sverige från A till Ö: geografisk-historisk uppslagsbok. Stockholm: Kommentus. Libris 9337075. ISBN 91-7345-139-8
3. ↑  Administrativ historik för Älmeboda socken (Klicka på församlingsposten). Källa: Nationella arkivdatabasen, Riksarkivet.
4. ↑  Sjögren, Otto (1931). Sverige geografisk beskrivning del 2 Östergötlands, Jönköpings, Kronobergs, Kalmar och Gotlands län. Stockholm: Wahlström & Widstrand. Libris 9939
5. ↑  Nationalencyklopedin
6. ↑  Svensk Uppslagsbok Älmeboda socken
7. ↑  Sjögren, Otto (1931). Sverige : geografisk beskrivning. D. 2 Östergötlands, Jönköpings, Kronobergs, Kalmar och Gotlands län. sid. 346. Libris 9939. Läst 13 september 2020
8. ↑  ”Liten sockenbeskrivning”. Välkommen till Älmeboda. 2000-2004. Arkiverad från originalet den 17 februari 2006. https://web.archive.org/web/20060217184227/http://www.algonet.se/~wulf_e/almeboda/. Läst 13 september 2020.
9. ↑  ”Tillväxten under 1911”. SHM. 25 februari 1911. http://catview.historiska.se/catview/index.jsp. Läst 29 augusti 2020.
10. ↑  [http://kulturarvsdata.se/raa/dokumentation/01a3aabc-1870-429b-9737-54eabc49675f ”2001 års fornminnesinventering
i Kronobergs län
Älmhults och Tingsryds kommuner”]. RAÄ. 25 februari 2002. http://kulturarvsdata.se/raa/dokumentation/01a3aabc-1870-429b-9737-54eabc49675f. Läst 27 augusti 2020.
11. ↑  Johansson, C A (1960). ”Älmeboda socken”. Sveriges bebyggelse : statistisk-topografisk beskrivning över Sveriges städer och landsbygd. Landsbygden. Kronobergs län, D. 1, Algutsboda, Drev, Dädesjö .... sid. 817. Libris 1441632
12. ↑  Sjögren, Otto (1931). Sverige geografisk beskrivning del 2 Östergötlands, Jönköpings, Kronobergs, Kalmar och Gotlands län. Stockholm: Wahlström & Widstrand. Libris 9939
13. ↑  Nationalencyklopedin
14. ↑  Fornlämningar, Statens historiska museum: Älmeboda socken
15. ↑  Fornminnesregistret, Riksantikvarieämbetet: Älmeboda socken Fornminnen i socknen erhålls på kartan genom att skriva in sockennamn (utan "socken") i "Ange geografiskt område"
16. ↑   Sveriges bebyggelse : statistisk-topografisk beskrivning över Sveriges städer och landsbygd. Landsbygden. Kronobergs län, D. 1, Algutsboda, Drev, Dädesjö .... 1960. sid. 817-871. Libris 1441632. Läst 27 augusti 2020